# Emanuel Yáñez
Pour les articles homonymes, voir Yáñez.
Yáñez  Machín est un nom espagnol. Le premier nom de famille, en général paternel, est Yáñez ; le second, en général maternel, souvent omis, est Machín.
Emanuel Yáñez Machín (né le 23 février 1985) est un coureur cycliste uruguayen. Il est notamment devenu champion d'Uruguay sur route à deux reprises.

## Palmarès
- 2003
  - Vuelta Ciclista de la Juventud
- 2006
  - 9e étape du Tour d'Uruguay
  - 9e étape du Tour du Chili
- 2009
  - 2e étape de la Vuelta Chaná
  - 2e étape de Rutas de América
  - 1re étape de la Doble Treinta y Tres
  - 2e de la Vuelta Chaná
- 2010
  - Vuelta a los Puentes del Santa Lucía
- 2011
  - 3e étape du Tour d'Uruguay
- 2012
  -  Champion d'Uruguay sur route
  - 2e de la Vuelta a los Puentes del Santa Lucía
- 2014
  -  Champion d'Uruguay sur route
- 2015
  - 3e étape de la Doble Treinta y Tres
  - 2e de la Doble Treinta y Tres
- 2022
  - 3e de la Vuelta a los Puentes del Santa Lucía

## Classements mondiaux
| Année            | 2005 | 2006 | 2007 | 2008 | 2009 | 2010 | 2011 |
| ---------------- | ---- | ---- | ---- | ---- | ---- | ---- | ---- |
| UCI America Tour | 366e | 204e |      |      | 173e |      | 68e  |